# USS Philadelphia (SSN-690)
Pour les autres navires du même nom, voir USS Philadelphia.
Le USS Philadelphia (SSN-690) est un sous-marin nucléaire d'attaque américain de classe Los Angeles nommé d'après Philadelphie en Pennsylvanie.

## Histoire du service
Construit au chantier naval Electric Boat de Groton, il a été commissionné le 25 juin 1977 et est toujours actuellement en service dans l’United States Navy.
Le 5 septembre 2005, vers 2 h du matin (heure locale), l'USS Philadelphia est heurté par le cargo turc Aysen à 30 milles au large de Bahreïn. Le cargo endommage l’hélice, les barres de plongée et un périscope du Philadelphia. Aucun blessé n'est à signaler.
Le 25 juin 2010, le Philadelphia  est retiré du service.